# Leucoloma mosenii
Leucoloma mosenii är en bladmossart som beskrevs av Brotherus 1895. Leucoloma mosenii ingår i släktet Leucoloma och familjen Dicranaceae. Inga underarter finns listade i Catalogue of Life.